# Fridolin Stocker
Fridolin Stocker (* 25. Juli 1898 in Zug; † 9. Juli 1964 ebenda) war ein katholischer Schweizer Pädagoge und Schriftsteller. Er machte sich als Pionier der Schweizer Wanderwege einen Namen.

## Leben und Werk
Fridolin Stocker wuchs als Sohn des Mechanikers Balthasar Stocker und der Bertha geborene Landtwing in Zug auf. Von 1913 bis 1917 besuchte er das Lehrerseminar in Zug. Anschliessend war er als Primarlehrer von 1919 bis 1920 in Aettenschwil, von 1920 bis 1932 in Unterägeri und von 1954 bis 1964 in Zug tätig.
Neben seinem Beruf war er schriftstellerisch tätig und bei der Schweizer Arbeitsgemeinschaft für Wanderwege als «Schweizer Wandervater» engagiert. Er war Initiant der populären «Radiowanderungen», die er ab 1961 jeden Freitag unter dem Motto «Chum und lueg dis Ländli a» auf Radio Beromünster moderierte. Kurz vor seinem Tode führte er die letzte offizielle Radiowanderung mit rund 1000 Wanderfreunden ins Obwaldnerland von der Melchsee-Frutt übers Älggi, den Mittelpunkt der Schweiz, ins Kleine Melchtal und an den Sarnersee. Von 1954 bis 1964 amtete er als Vorstandsmitglied des Innerschweizer Schriftstellervereins, und von 1959 bis 1964 war er Zentralpräsident der Schweizer Arbeitsgemeinschaft für Wanderwege. 
Neben Wanderbüchern und kulturgeschichtlichen Beiträgen für Zeitungen, Zeitschriften und das Radio schrieb er vor allem Mundartstücke für das Volks- und Jugendtheater wie De verschüttet Brunne (1950) und Bilder us de Gschicht vo Cham (1958), in denen er kulturgeschichtliche Themen und Märchenstoffe verarbeitete.
Er war mit Maria Schönenberger (1900–1996), der Tochter des Postangestellten Johann Leonz, verheiratet und hatte mit ihr sechs Töchter und einen Sohn.

## Auszeichnungen
- 1950: Preis der Gesellschaft für Volkstheater
- 1965: Fridolin-Stocker-Gedenkstein in Sachseln[3]
- 1966: Gedenkstein auf dem Gottschalkenberg[4]

## Schriften
- De verschüttet Brunne, 1950.
- Bilder us de Gschicht vo Cham, 1958.
- Rigigebiet. Routenbeschreibungen von 20 Wanderwegen mit Profilen, Kartenskizzen und Bildern. Schweizer Wanderbuch 25. Verlag Kümmerli & Frey, Geographischer Verlag, Bern 1975.
- mit Fritz Ineichen: Zentralschweiz. Im Auto und zu Fuss. Ausflugs- und Wandervorschläge. Murbacher-Verlag, Luzern.

## Hörspiele
- De Sündebock, 1957.
- D Saag vo de Seejumpfere